# Osmosis Jones
Osmosis Jones är en delvis animerad actionkomedifilm från 2001 i regi av Bobby och Peter Farrelly.

## Handling
Frank Detorre (Bill Murray) är en djurskötare som bor tillsammans med sin dotter Shane (Elena Franklin). Frank lever ett onyttig liv med mycket skräpmat och lite motion och utsätter sin kropp för många påfrestningar. Osmosis Jones (röst av Chris Rock) är en vit blodkropp som jobbar som polis i staden "City of Frank" inuti Franks kropp. En dag utsätts kroppen för ett illasinnat virus vid namn Thrax (röst av Laurence Fishburne) och Osmosis får i uppgift att hjälpa förkylningspillret Drix (röst av David Hyde Pierce) att lösa problemen viruset orsakar.

## Om filmen
Osmosis Jones är delvis spelfilm och delvis animerad. Delarna som utspelar sig inuti Franks kropp är animerade.
Filmen regisserades av Bobby och Peter Farrelly samt Piet Kroon och Tom Sito, som regisserade de animerade avsnitten i filmen.
Osmosis Jones nominerades till sex Annie Awards.
År 2002 kom en spinoff-serie på filmen kallad Ozzy & Drix.

## Rollista (urval)
| Bill Murray        | – Frank                         |
| Molly Shannon      | – Mrs. Boyd                     |
| Chris Elliott      | – Bob                           |
| Elena Franklin     | – Shane                         |
| Chris Rock         | – Osmosis Jones (röst)          |
| Laurence Fishburne | – Thrax (röst)                  |
| David Hyde Pierce  | – Drix (röst)                   |
| Brandy Norwood     | – Leah (röst)                   |
| William Shatner    | – borgmästare Phlegmming (röst) |
| Ron Howard         | – Tom Colonic (röst)            |
| Robert Wisdom      | – blandade röster               |